# Eric Boothroyd
Eric Boothroyd (ur. 26 kwietnia 1927 w Halifaksie, zm. 16 sierpnia 2022 tamże) – brytyjski żużlowiec.

## Życiorys
Największy sukces w karierze odniósł w 1956, awansując do finału indywidualnych mistrzostw świata na żużlu, w którym zajął X miejsce. W 1962 r. zdobył srebrny medal indywidualnych mistrzostw Szkocji.
W lidze brytyjskiej startował w barwach klubów Tamworth (1950), Cradley (1950), Birmingham (1951−1957), Bradford (1957), Oxford (1958, 1960), Leicester (1959), Middlesbrough (1961−1963), Long Eaton (1964) oraz Halifax (1965-1968). Trzykrotny medalista drużynowych mistrzostw Wielkiej Brytanii: złoty (1966), srebrny (1952) oraz brązowy (1953).
Po zakończeniu czynnej kariery sportowej był promotorem klubu Halifax Dukes.